# بصمة مائية

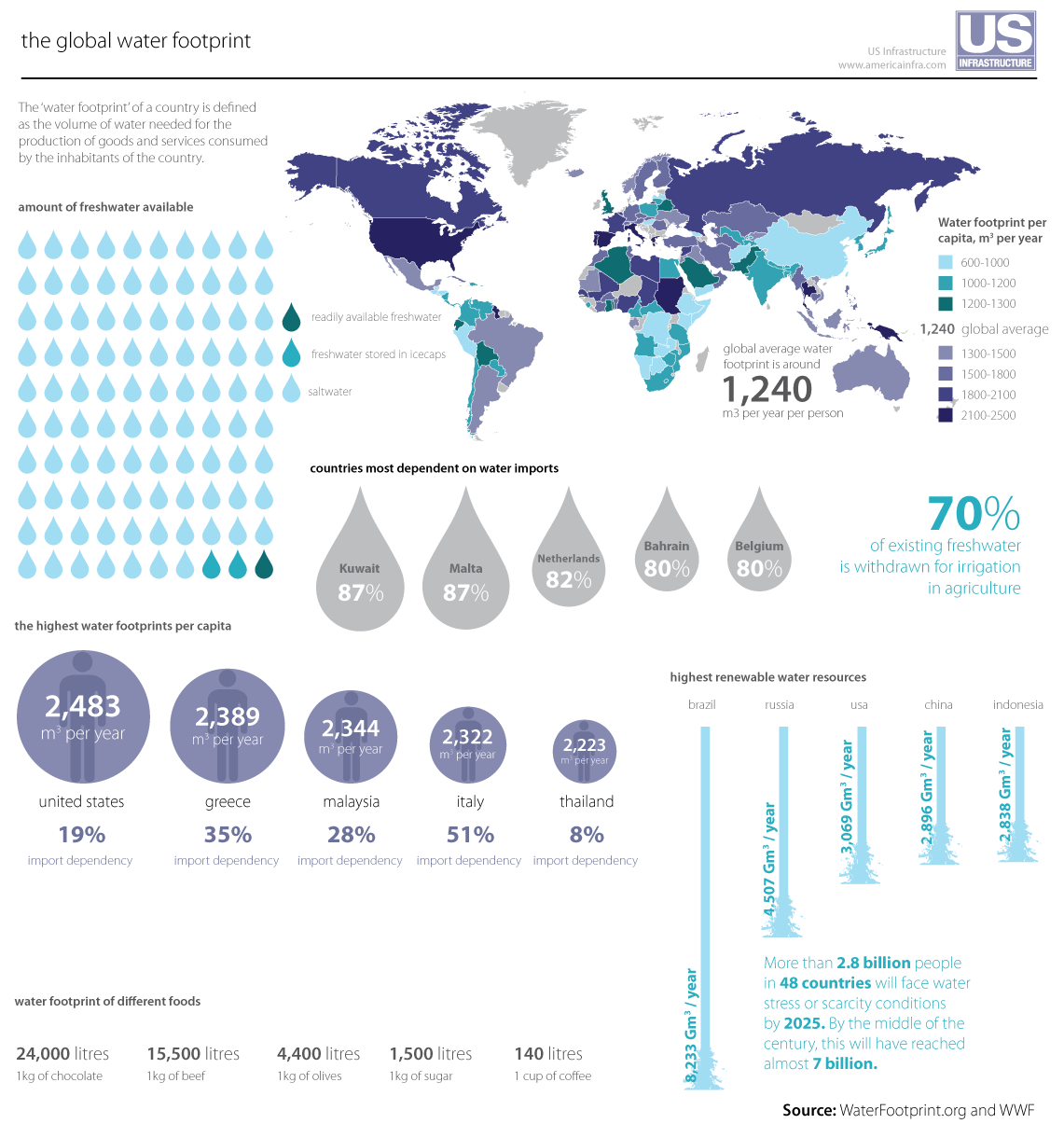
رسم معلوماتي للبصمة المائية حول العالم

البصمة المائية كمية المياه المتوفرة للاستخدام بالنسبة إلى المياه المستهلكة من قبل البشر. تُعرَّف البصمة المائية للفرد أو المجتمع أو الشركات على أنها الحجم الكلي للمياه العذبة المستخدمة لإنتاج السلع والخدمات التي يستهلكها الفرد أو المجتمع أو الشركة. يقاس استخدام المياه بحجم المياه المستهلكة أو الملوثة لكل وحدة زمنية. يمكن حساب البصمة المائية لأي مجموعة محددة من المستهلكين (مثل فرد أو أسرة أو قرية أو مدينة أو مقاطعة أو ولاية أو دولة) أو المنتجين (مثل مؤسسة عامة أو مؤسسة خاصة أو قطاع اقتصادي) أو عملية إنتاج معينة (مثل زراعة الأرز) أو لأي منتج أو خدمة.
تُحدَّد كمية المياه المستخدمة عادةً من خلال الفئات الثلاثة التالية لاستخدام المياه: القطاع الزراعي والصناعي والمنزلي. ومع أنَّ هذه الطريقة توفِّر معلومات قيمة إلا أنها محدودة نسبياً في عالم اليوم، إذ لا تستهلك المنتجات دائماً في البلد الأصلي، لأن التجارة الدولية للمنتجات الزراعية والصناعية تخلق تدفقاً عالمياً لاستهلاك المياه (بشكل يشبه إلى حدٍّ ما استهلاك الطاقة). قُدم مفهوم البصمة المائية في عام 2002 من أجل الحصول على مؤشر يعتمد على المياه المستهلكة، والذي يمكن أن يوفر معلومات قيَّمة بالإضافة إلى المؤشرات التقليدية القائمة على إنتاج المياه، وهو بذلك يشبه مفهوم البصمة البيئية الذي ظهر في تسعينيات القرن الماضي. تعتبر البصمة المائية أيضاً مؤشراً جغرافياً بامتياز، فهي لا تظهر فقط كميات المياه المستخدمة، بل وأماكن الاستخدام أيضاً، ما يُقدم فائدة إضافية في فهم كيفية تأثير الخيارات والإجراءات الاقتصادية على توافر موارد المياه الكافية وغيرها من الحقائق البيئية في جميع أنحاء العالم.

## التعريف

### بصمة المياه الزرقاء
إن البصمة المائية الزرقاء هي حجم المياه التي يمكن الحصول عليها من موارد المياه السطحية أو الجوفية (كالبحيرات والأنهار والأراضي الرطبة والمستودعات المائية الجوفية) واستُخدمت (على سبيل المثال أثناء ري المحاصيل)، أو دُمجت في منتجات أخرى، وهكذا يمكن للزراعة المروية والصناعة والاستخدام المنزلي للمياه أن يكون لها بصمة مياه زرقاء.

### بصمة المياه الخضراء
بصمة المياه الخضراء هي كمية المياه الناتجة عن هطول الأمطار والتي تستخدم بعد تخزينها في الزراعة أو تضيع لأسباب متنوعة، وهي مهمة بشكل خاص للمنتجات الزراعية والبستانية والحراجية.

### بصمة المياه الرمادية
بصمة المياه الرمادية هي حجم المياه اللازمة للتخلص من الملوثات (كالتصريفات الصناعية، وتسرب المياه من الأحواض المستخدمة في عمليات التعدين، مياه الصرف الصحي المنزلية غير المعالجة، تلوث مصدر غير محدد مثل الجريان السطحي الزراعي أو الجريان السطحي في المناطق المأهولة). بحيث تؤدي كمية المياه المستخدمة لتوفير مياه تحقق معايير جودة المياه المتفق عليها.

## تاريخ
صيغ مفهوم البصمة المائية في عام 2002 من قِبل البروفيسور أرين هوكسترا - أستاذ إدارة المياه بجامعة تفينتي بهولندا والمؤسس والمدير العلمي لشبكة البصمة المائية، وذلك أثناء عمله في معهد اليونسكو للمياه. استخدم هذا المفهوم لقياس كمية المياه المستخدمة لإنتاج السلع والخدمات على طول سلسلة الإنتاج. تعد البصمة المائية واحدة من مجموعة مؤشرات البصمة البيئية، والتي تتضمن أيضاً البصمة الكربونية والبصمة الأرضية. يرتبط مفهوم البصمة المائية كذلك بفكرة تجارة المياه الافتراضية التي اقترحها البروفيسور جون ألان (الحائز على جائزة ستوكهولم للمياه لعام 2008) في تسعينيات القرن الماضي. يعتبر تقرير معهد اليونيسكو عام 2004 عن البصمة المائية لدول العالم، وكتاب عولمة المياه (2008)، وكتاب دليل تقييم البصمة المائية: إعداد معيار عالمي (2011)، هي المنشورات الأكثر تفصيلاً حول كيفية تقدير البصمة المائية. وقد أدى التعاون بين المؤسسات العالمية الرائدة في هذا المجال إلى إنشاء شبكة البصمة المائية في عام 2008.

### شبكة البصمة المائية
تعتبر شبكة البصمة المائية جمعية تعليمية دولية (مؤسسة غير ربحية بموجب القانون الهولندي) تعمل كمنصة لتبادل المعرفة والأدوات والابتكارات بين الحكومات والشركات والجمعيات التي تشعر بالقلق إزاء تناقص كمية المياه وزيادة مستويات تلوثها، وتأثير ذلك على الناس والبيئة. تتكون هذه الشبكة من نحو 100 شريك من جميع القطاعات (المنتجون والمستثمرون والموردون والمنظمون) بالإضافة إلى المنظمات غير الحكومية والأوساط الأكاديمية. وتوصف مهمتها كما يلي:
«توفير حلول عمليَّة ورؤى إستراتيجية تستند إلى العلم، وتمكِّن الشركات والحكومات والأفراد وصغار المنتجين من تغيير الطريقة التي استخدام وإدارة المياه العذبة»

### المعيار العالمي
أطلقت شبكة البصمة المائية في فبراير 2011 المعيار العالمي لبصمة المياه، ضمن جهد تعاوني عالمي للمنظمات البيئية والشركات والمؤسسات البحثية والأمم المتحدة، وفي يوليو 2014 أصدرت المنظمة الدولية لتوحيد القياس دليل الإدارة البيئية - بصمة المياه - المبادئ والمتطلبات والمبادئ التوجيهية (2014)، لتوفير إرشادات عملية للممارسين من خلفيات مختلفة، مثل الشركات الكبيرة والسلطات العامة والمنظمات غير الحكومية والمجموعات الأكاديمية والبحثية وكذلك المؤسسات الصغيرة والمتوسطة. يعتمد المعيار العالمي على مبادئ تقييم دورة الحياة، ويمكن تطبيقه على أنواع مختلفة من تقييم المنتجات والشركات.

### تقييم دورة الحياة لاستخدام المياه
إن تقييم دورة الحياة (أل سي إيه) هو منهج منظم على عدة مراحل لتقييم الجوانب البيئية والآثار المحتملة المرتبطة بمنتج أو عملية أو خدمة ما. تشير «دورة الحياة» إلى الأنشطة الرئيسية المرتبطة بعمر المنتج بدءًا من تصنيعه واستخدامه وصيانته وحتى التخلص النهائي منه، وتشمل أيضاً المواد الخام اللازمة لتصنيع المنتج. وهكذا طُورت طريقة لتقييم الآثار البيئية لاستهلاك المياه العذبة، وتناولت بالتحديد الأضرار التي لحقت بمجالات الحماية الثلاثة: صحة الإنسان، جودة النظام البيئي، والموارد. يعتبر تقييم استهلاك المياه أمراً بالغ الأهمية عندما تتطلب المنتجات استخداماً كبيراً للمياه مثل السلع الزراعية، التي يجب إخضاعها لتقييم دورة الحياة. بالإضافة إلى ذلك فإن التقييمات الإقليمية ضرورية بنفس القدر لأن تأثير استخدام المياه يعتمد على الموقع أيضاً. تبدو أهمية تقييم دورة الحياة واضحة لأنه معيار يحدد تأثير استخدام المياه في بعض المنتجات والمستهلكين والشركات والدول، وكيفية العمل على تقليل كمية المياه المستخدمة.

## توافر المياه
تستخدم نحو 4% من الأمطار التي تسقط على اليابسة كل عام (117 ألف كيلومتر مكعب) على مستوى العالم في الزراعة، ويضيع أكثر من نصف هذه الكمية بسبب التبخر والشفط في الغابات وغيرها من المناطق الطبيعية، أما الباقي فيذهب إلى تجديد المياه الجوفية والجريان السطحي، ويسمى أحياناً «إجمالي موارد المياه العذبة الفعلية المتجددة»، وقد قُدِّر حجمه في عام 2012 بنحو 52,579 كيلومتر. يُسحب نحو 3,918 كيلومتر مكعب من هذا الجزء المتبقي، يُستخدم 69% منها في الزراعة (2,722 كيلومتر مكعب)، و19% في صناعات مختلفة (734 كيلومتر مكعب). تُخصَّص معظم المياه المسحوبة للزراعة في الري، والذي يستخدم نحو 5.1% من إجمالي موارد المياه العذبة المتجددة الفعلية. وقد تزايد استخدام المياه في العالم بسرعة كبيرة خلال المائة عام الماضية.